# Grande Prêmio da Itália de 1955
Resultados do Grande Prêmio da Itália de Fórmula 1 realizado em Monza à 11 de setembro de 1955. Sétima e última etapa da temporada, nela a vitória coube ao argentino Juan Manuel Fangio enquanto seu time, a Mercedes, encerrou suas atividades ainda sob o impacto do Desastre de Le Mans. Outro anúncio importante foi a aposentadoria do campeão mundial, Giuseppe Farina.

## Classificação da prova
| Pos. | Nº | Piloto                 | Construtor              | Voltas | Tempo/Diferença        | Grid | Pontos |
| ---- | -- | ---------------------- | ----------------------- | ------ | ---------------------- | ---- | ------ |
| 1    | 18 | Juan Manuel Fangio     | Mercedes                | 50     | 2:25:04.4              | 1    | 8      |
| 2    | 14 | Piero Taruffi          | Mercedes                | 50     | + 0.7                  | 9    | 6      |
| 3    | 4  | Eugenio Castellotti    | Ferrari                 | 50     | + 46.2                 | 4    | 4      |
| 4    | 36 | Jean Behra             | Maserati                | 50     | + 3:57.5               | 6    | 3      |
| 5    | 34 | Carlos Menditeguy      | Maserati                | 49     | + 1 volta              | 16   | 2      |
| 6    | 12 | Umberto Maglioli       | Ferrari                 | 49     | + 1 volta              | 12   |        |
| 7    | 28 | Roberto Mieres         | Maserati                | 48     | + 2 voltas             | 7    |        |
| 8    | 8  | Maurice Trintignant    | Ferrari                 | 47     | + 3 voltas             | 15   |        |
| 9    | 40 | John Fitch             | Maserati                | 46     | + 4 voltas             | 20   |        |
| 10   | 6  | Mike Hawthorn          | Ferrari                 | 38     | Câmbio                 | 14   |        |
| Ret  | 20 | Karl Kling             | Mercedes                | 32     | Câmbio                 | 3    |        |
| Ret  | 30 | Luigi Musso            | Maserati                | 31     | Câmbio                 | 10   |        |
| Ret  | 38 | Horace Gould           | Maserati                | 31     | Suspensão              | 21   |        |
| Ret  | 16 | Stirling Moss          | Mercedes                | 27     | Motor                  | 2    | 1      |
| Ret  | 26 | Jacques Pollet         | Gordini                 | 26     | Motor                  | 19   |        |
| Ret  | 22 | Hermano da Silva Ramos | Gordini                 | 23     | Sistema de combustível | 18   |        |
| Ret  | 32 | Peter Collins          | Maserati                | 22     | Suspensão              | 11   |        |
| Ret  | 42 | Harry Schell           | Vanwall                 | 7      | Suspensão              | 13   |        |
| Ret  | 24 | Jean Lucas             | Gordini                 | 7      | Motor                  | 22   |        |
| Ret  | 44 | Ken Wharton            | Vanwall                 | 0      | Injeção                | 17   |        |
| DNS  | 2  | Giuseppe Farina        | Ferrari                 |        | Pneus                  | 5    |        |
| DNS  | 10 | Luigi Villoresi        | Ferrari                 |        | Pneus                  | 8    |        |
| DNS  | 46 | Luigi Piotti           | Arzani-Volpini-Maserati |        | Engine                 |      |        |